# Xoylu (Goranboy)
Xoylu è un comune dell'Azerbaigian situato nel distretto di Goranboy. Conta una popolazione di 1.930 abitanti.